# De Wacht
De Wacht is een buurtschap in de Hoeksche Waard in de Nederlandse provincie Zuid-Holland. Het dorp ligt in het oosten van de gemeente aan de Dordtse Kil.

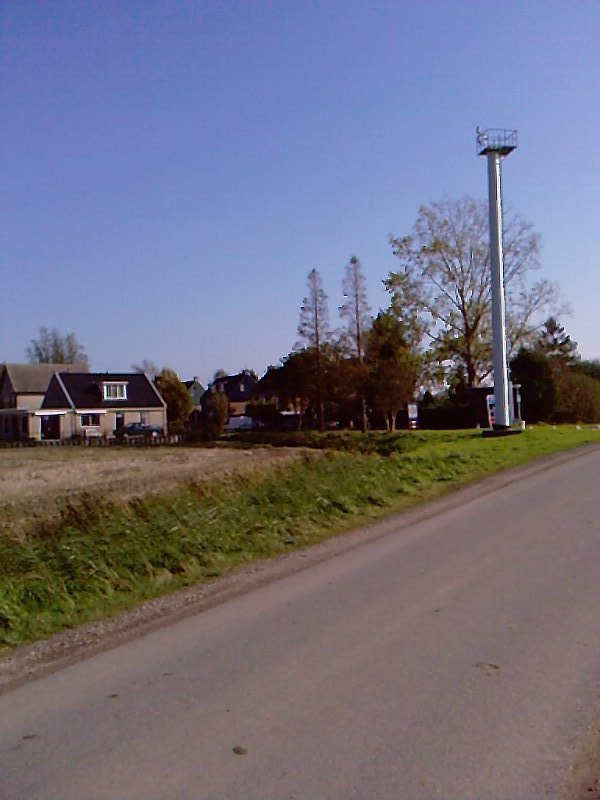
De Wacht